# 瑞典 (阿肯色州)
瑞典（英語：Sweden）是位於美國阿肯色州傑佛遜縣的一個非建制地區。該地的面積和人口皆未知。

## 地理
瑞典的座標為34°11′35″N 91°43′27″W / 34.19306°N 91.72417°W，而該地的平均海拔高度為58米（即190英尺）。